# Sveriges träningshistoria
Sveriges träningshistoria omfattar i äldre tid mer sporadisk träning och utövad främst bland högre klasser för att i mer modenr tid omfatta mer organiserad form träning för bredare grupper. Idrottsrörelsen i Sverige kom igång i slutet av 1800-talet, mycket påverkad av motsvarande utveckling i andra länder, främst Storbritannien.

## Träning före slutet av 1800-talet
Under kristnandet av västvärlden började man anse att vård av själen var viktigare än vård av kroppen. Under 800-talet i Sverige utövade dock vikingar i Sverige olika typer av träningsformer. Det kallades vikingalekar och var olika typer av kampsgrenar med brottning och dylikt. De flesta av de som utförde de så kallade vikingalekarna var personer med hög social status, exempelvis hövdingar och deras familjer samt andra högt uppsatta inom vikingasamhället. Men kristnandet av västvärlden påverkade även Norden och så småningom minskade träningens inflytande även i där. Träningen blev sedan en lyxvara som endast utövades av riddare och ett fåtal präster.
Renässansen fick en betydande roll för den svenska folkliga motionen. I Italien grodde under 1600-talet ett hovmannaideal som antydde att det var viktigt att adeln skulle inneha ädla ideal. De tränade både kropp och knopp för att förtydliga och bevara sin adliga privilegier. Gustav II Adolf var en man som ansåg att man skulle anamma den nya trenden i Sverige och i mitten av 1600-talet infördes de så kallade exercitierna vid flera av landets universitet. Vid Uppsala Universitet ville Gustav införa en mer praktisk yrkesutbildning åt studenter som tillhörde ridderskapet för kungen. Man utförde reguljär undervisning av de discipliner som de nya ambitiösa studenterna var intresserade av. Det fanns undervisning i fäktning, ridning och dans, men man genomförde framförallt övningar för att kunna behärska sin kropp. Antikens ideal om överbelastning och fysisk hälsa var på väg tillbaka, det finns starka kopplingar mellan exercitierna och dem. Dåtida idrottsmän betonade vikten av en sund själ i en sund kropp "Mens sana in corpore sanu", på samma sätt som de antika grekerna hade gjort. Trots införandet av exercitierna gav inte träningen någon större påverkan på samhället, då det endast var ett fåtal studenter vid universitet som utövade övningarna.

## Träning från mitten av 1800-talet

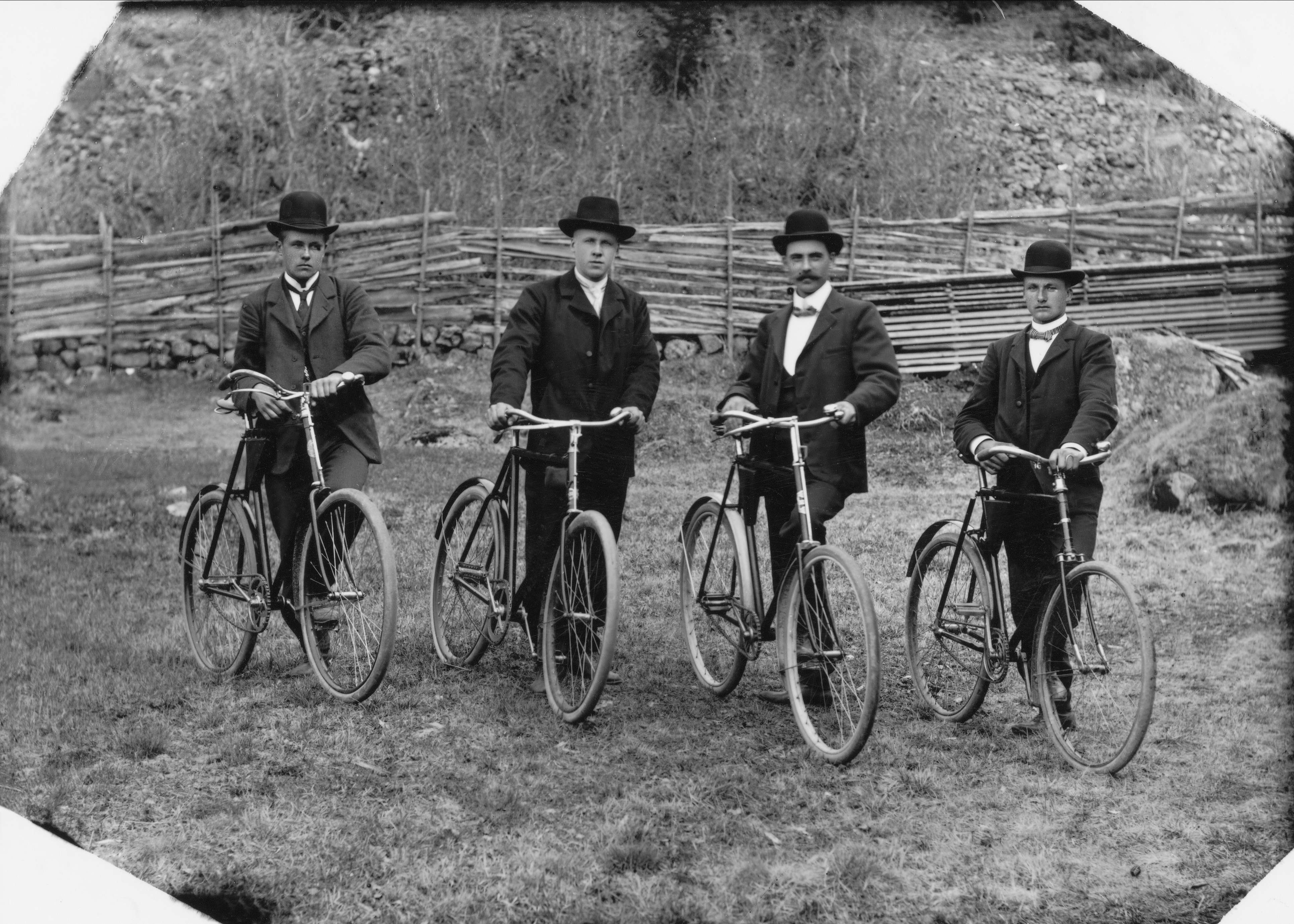
Fyra män poserar framför cyklar på en gräsplan runt sekelskiftet.

Den svenska idrotten och sporten har på många sätt influerats och inspirerats av den engelska. Tack vare ett besök i London och påverkan från den engelska industrialiseringsvågen utvecklades idrotten i Sverige.
Under 1700- och 1800-talet var arbetsdagarna för svenskarna längre än vad de är idag. Arbetet var hårt och när de ansträngande dagarna tog slut låg fokuset på att äta och sova för att sedan kunna återgå till arbete. Men, när industrialiseringen nådde Sverige så effektiviserades arbetet. Åtta timmars arbetsdag infördes vilket resulterade i att man fick mer tid över. Den nya fritiden gick i de flesta fall inte till att träna, då arbetet redan var tillräckligt fysiskt ansträngande. . Men någon gång under denna tid väcktes ett folkligt intresset för idrott.

### Dominerande idrotter
Gymnastik var den idrott som dominerade de kroppsliga övningarna under större delen av 1800-talet. Dock förekom annan fysisk aktivitet också, även om denna stundtals hamnade i total skugga av den lingvistiska gymnastiken. Redan under 1820-talet fanns simsällskap i Lund, Linköping, Stockholm och Jönköping med aktiva utövare. Även det skotska vinterspelet curling spelades i Bohuslän. På landsbygden hade vissa fornnordiska aktiviteter levt kvar såsom bollspel. På Gotland utövade man idrotten stångstörtning. Under de långa, inte alltid så effektiva, arbetsdagarna hos bönderna utförde man även olika tävlingar i form av fysiska aktiviteter och lekar. 
Under slutet av 1880-talet fick den moderna tävlingsidrotten ett genombrott i Sverige. Friidrotten fick en ökad popularitet. Flera av friidrottens grenar härstammar från människans naturliga beteende. Gång och löpning exempelvis härstammar från människans naturliga sätt att röra sig medan spjutkastning är en rationalisering av tidigare jakttekniker. Under slutet av 1800-talet uppträdde så kallade snabblöpare. Snabblöparna genererade dock inga större folkmassor och syftet var underhållning. 

### Peter G. Mewett
Enligt den australienska forskaren Peter G. Mewett så skapas den moderna träningen som ett resultat av den moderniseringsprocess som skedde i England under 1700-talet. Människans syn på sin egen kropp förändrades och man fick nya tankar om rationalitet, disciplin och mätbarhet som förändrade synen på kroppens funktion. Användningen av kroppen kopplades således till nya specifika uppgifter, i detta fall tävlingsidrott och den tillhörande träningen. Det vill säga, Mewett anser att den rationella träningen beror på moderniseringsprocessen. Enligt Mewett bestod den nya rationella träningen av framförallt boxning och löpning. Träningen var även inspirerad av hästsportens träning. Där tränade man hästarna för att göra de snabbare och smidigare. Peter G. Mewett menar även att detta upplägg grundades i den så kallade vätsketeorin. Vätsketeorin trodde på tanken att man behövde ha en balans i kroppen av olika vätskor för att uppnå harmoni. Tre delar i detta var konstgjord svettning, begränsat vattenintag och speciell diet. De tre delarna användes i både människans och hästens träning.

### Victor Balck - Den svenska idrottens fader
Victor Balck var en man som hade studerat vid Gymnasitiska Centralinstitutet, GCI, i Stockholm. Balck var även anställd där för olika uppgifter under en längre tid, bland annat som lärare och föreståndare. Han var även före detta militärgeneral och hade under sin uppväxt sysslat med skridskoåkning och simning. Balck hade därför väldigt stora kunskaper inom ämnet idrott. Han benämns ibland som den moderna svenska idrottens fader. Han var en av de första träningsteoretikerna, tillsammans med Per Henrik Ling och Hjalmar Ling. I skriften Tidning för idrott kopplade han ihop träning och tävling med andra utomstående faktorer, såsom kost. Han ansåg att man behövde träna för att nå ett resultat oavsett var det var man vill utvecklas inom. Syftet var att bevara en god allmän hälsa och förebygga överansträngning och olyckor vid tävlingar. Han skrev även om vikten av ett nyttigt liv, detta genom att undvika dopning, träna under kvällen då det var svalt, äta rätt och att inte röka eller inta berusningsmedel.
Balck var mycket intresserad av England och gjorde under 1880 och 1881 resor till London där han inspirerades av idrotten. Mycket av den svenska träningen är därför inspirerad och influerad av den Engelska. Victor Balck gav under slutet av 1880-talet ut boken Illustrerad Idrottsbok. I den redogör han för hur träning bör gå till. Han resonerar kring hur sprinters bör träna på ett visst sätt och diskuterar hur de bör placera armar, fötter och bröstkorg för bästa resultat. Han redogjorde även för hur medeldistanslöpare skulle träna för att kunna andas “lätt och fritt”. Balck beskriver även hur långdistanslöpare skulle variera sin träning i tempo och distanser ifall så behövdes. Han delade in tävlingsförberdelserna i 4 delar - kosten, svettningen, moralen och träningen. Han pratade om syreupptagningsförmågan, överansträngning och träningsperiod.

## Den tidiga träningens organisering
Under 1870-talet började den frivilliga gymnastiken att växa fram. Den var delvis en motreaktion mot den formalistiska och stela linggymnastiken och delvis ett symtom på ett ökat folkligt intresse för motion. Den svenska idrotten började gro i Göteborg på grund av Balcks resor till det relativt närliggande London. I Göteborg skapades även den första moderna gymnastikföreningen, Göteborgs Gymnastiksällskap. Sällskapen anordnade uppvisningar för att sprida sina idéer och för att värva fler anhängare. I samband med detta började gymnastiken, idrotten och träningen att successivt gro och tog en större roll i samhället.
En mängd lokala idrottsföreningar hade bildats under 1880-talet, framförallt inom gymnastik och rodd. Tidigare hade idrottsorganisationer funnits, till exempel Uppsala Simsällskap (1796) och Kungliga Svenska Segelsällskapet (1832). Men efter att  den organiserade idrotten hade tagit fart under sekelskiftet fanns ett behov av att förena och samla dessa olika föreningar.  1903 stiftades Svenska Gymnastik- och Idrottsföreningars Riksförbund. Det är en paraplyorganisation vars främsta uppgift är att stödja och hjälpa sina medlemsföreningar. Idag heter organisationen Riksidrottsförbundet och har 71 specialidrottsförbund och 20 distriktisdrottsförbund.

## Nutida träning
Sedan millennieskiftet har träningen utvecklats till att omfatta många fler träningsformer än förut. Vi har inte bara gymnastik, rodd och andra sporter som träningsform utan även löpträning, gym och mental träning.  Idag tränar 57% av svenskarna 1-3 timmar i veckan, det motsvarar cirka 5,8 miljoner svenskar. Svenska Riksidrottsförbundet har cirka 3,1 miljoner medlemmar, det motsvarar cirka 30% av Sveriges befolkning. Idag delas träningen ibland upp i fem olika former;
- Styrketräning
- Konditionsträning
- Rörligshets- och smidighetsträning
- Koordinationsträning
- Mental träning[8]

## Referenslista
1. 1 2  Zachrisson, Niklas (24 februari 2014). ”2500 år av träning”. SVT Nyheter. https://www.svt.se/nyheter/vetenskap/2500-ar-av-traning. Läst 14 februari 2020.
2. ↑  Naylor, David. ”Excercitierna - Uppsala universitet”. www.uu.se. https://www.uu.se/om-uu/akademiska-traditioner/excercitierna/. Läst 27 november 2019.
3. 1 2  Yttergren, Leif (2012). Träna är livet : Träning, utbildning och vetenskap i svensk friidrott, 1880-1995. Idrottsforum. ISBN 978-91-85645-14-5. OCLC 811008937. https://www.worldcat.org/oclc/811008937. Läst 3 mars 2020
4. ↑  ”När arbetet fick bestämma tiden”. Popularhistoria.se. 13 mars 2002. https://popularhistoria.se/vardagsliv/arbetsliv/nar-arbetet-fick-bestamma-tiden. Läst 14 februari 2020.
5. 1 2  Blom, K. Arne. (1995). Idrottens historia : Från antika arenor till modern massrörelse. SISU idrottsböcker. ISBN 91-87660-15-6. OCLC 463168471. http://worldcat.org/oclc/463168471. Läst 14 februari 2020
6. 1 2 3 4 5  Lindroth, Jan, 1940- (1988). Från "sportfåneri" till massidrott : den svenska idrottsrörelsens utveckling 1869-1939 : en oversikt. HLS förlag. ISBN 91-7656-194-1. OCLC 22385093. https://www.worldcat.org/oclc/22385093. Läst 3 mars 2020
7. ↑  Yttergren, Leif (2012). Träna är livet : träning, utbildning och vetenskap i svensk friidrott, 1888–1995. sid. 10. Läst 14/2-2020
8. 1 2  ”träning - Uppslagsverk - NE.se”. www.ne.se. https://www.ne.se/uppslagsverk/encyklopedi/l%C3%A5ng/tr%C3%A4ning. Läst 14 februari 2020.
9. ↑  Presskontakt; Informationsansvarig, PR &; PR, presskontakt och produktlån; Anvxgedoliamcazt.lhfarkwssmfonoy@sgntauedizcumqu.cvzomxx; +46 70–580 39 31. ”Undersökning om svenskarnas träningsvanor 2017”. Mynewsdesk. http://www.mynewsdesk.com/se/stadium_/pressreleases/undersoekning-om-svenskarnas-traeningsvanor-2017-2352166. Läst 14 februari 2020.
10. 1 2  ”Sveriges befolkning”. Statistiska Centralbyrån. http://www.scb.se/hitta-statistik/sverige-i-siffror/manniskorna-i-sverige/sveriges-befolkning/. Läst 14 februari 2020.
11. ↑  ”Sveriges största sportgrenar: Nya siffror från 2017 - Sportmember.se”. www.sportmember.se. https://www.sportmember.se/sv/artiklar/sveriges-storsta-sportgrenar. Läst 14 februari 2020.